# Johann Friedrich Flatt
Johann Friedrich Flatt (Tubinga, 20 febbraio 1759 – Tubinga, 24 novembre 1821) è stato un filosofo e teologo tedesco.

## Biografia
Studiò filosofia e teologia a Tubinga, poi continuò la sua formazione a Gottinga. Nel 1785 divenne professore di filosofia presso l'Università di Tubinga, dove nel 1792 fu nominato professore associato di teologia. Nel 1798  fu il successore di Gottlob Christian Storr (1746-1805), nel ruolo di professore ordinario di teologia a Tubinga.
Inoltre, fu il mentore di Gottlob Christian Storr, e fu un rappresentante del cosiddetto Ältere Tübinger Schule (Scuola di Tubinga di teologi). Viene conosciuto come un difensore della teologia morale cristiana, e per le sue lezioni critiche sulla filosofia kantiana.
Insieme a Friedrich Gottlieb Süskind, fu il redattore del Magazin für Christliche Dogmatik und Moral.

## Pubblicazioni principali
- Briefe über den moralischen Erkenntnisgrund der Religion überhaupt, und besonders in Beziehung auf die Kantische Philosophie (Tübingen 1788).
- Commentatio symbolic in qua Ecclesiae nostrae de deitate Christi sententia probatur et vindicatur, (1788).
- Observationes quaedam ad comparandam Kantianam cum disciplina christiana relevant doctrine, (1792).
- Vorlesungen über Christliche Moral, 1823.
- Vorlesungen über die Briefe Pauli an den Timotheus und Titus, 1831.[3]